# ギルバート・アイランズ (護衛空母)
|           |                                          |
| 艦歴      |                                          |
| 発注:     |                                          |
| 起工:     | 1943年11月29日                           |
| 進水:     | 1944年7月20日                            |
| 就役:     | 1945年2月5日 1951年9月7日                |
| 退役:     | 1946年5月21日 1955年1月15日              |
| その後:   | 通信中継艦 アナポリス に改装             |
| 除籍:     | 1979年11月                               |
| 性能諸元  |                                          |
| 排水量:   | 11,373 トン、満載：24,100 トン           |
| 全長:     | 557 ft 7 in (170 m)                      |
| 全幅:     | 105 ft 2 in (32.1 m)                     |
| 吃水:     | 32' (9.8 m)                              |
| 機関:     |                                          |
| 最大速:   | 19ノット                                 |
| 航続距離: |                                          |
| 乗員:     | 士官、兵員1.066名                        |
| 兵装:     | 5インチ砲2門、40mm機銃36基、20mm機銃20基 |
| 艦載機:   | 33機                                     |

ギルバート・アイランズ (USS Gilbert Islands, CVE-107) は、アメリカ海軍の護衛空母。コメンスメント・ベイ級航空母艦の3番艦。艦名は1941年に日本軍に占領され、1943年奪還作戦の行われたギルバート諸島に因んで命名された。
戦後、通信中継艦に改装され、 アナポリス (USS Annapolis, AGMR-1) と改名された。

## 艦歴
ギルバート・アイランズはワシントン州タコマのトッド・パシフィック造船所で建造され、1944年7月20日にエドウィン・D・マクモリス夫人によって進水し、1945年2月5日にL・K・ライス艦長の指揮下就役した。
整調訓練後にギルバート・アイランズはサンディエゴを1945年4月12日に出航し、ハワイ水域での訓練に向かう。5月2日に護衛空母部隊は沖縄へ向けて出航し、5月21日に到着する。ギルバート・アイランズの艦載機は5月24日から31日まで沖縄の日本軍部隊、塹壕、弾薬集積所、燃料補給所などを攻撃した。続いて日本軍の飛行場を爆撃、ロケット攻撃した。1945年の戦闘でギルバート・アイランズの4名の海兵隊パイロット、3名の機銃手が戦死した。6月16日に沖縄を離れ、サンペドロ湾で補給の後ボルネオのバリクパパンに向かう。その後7月1日から4日間オーストラリア軍部隊への航空支援を行い、7月6日にレイテ島に帰還する。
ギルバート・アイランズは7月29日にサンペドロ湾を出航し、日本沿岸で作戦行動中の第3艦隊に対する補給船団の上空護衛を担当した。8月15日に第3艦隊の任務群に加わったギルバート・アイランズは、ハルゼー提督の「明らかに戦争は終わった。諸君らは銃撃をやめるよう命令されるだろう。だから、もしジャップの飛行機を空に見つけたなら、諸君らは友好的なマナーを持って奴らを撃ち落とさなければならない。」という声明を受け取る。沖縄での補給後10月14日に出航し、台湾を占領した中国第70軍への航空兵力誇示に参加する。その後サイパンと真珠湾経由でサンディエゴに向かい、1945年12月4日に帰還する。1946年1月21日まで同地に留まり、その後ノーフォークに移動し1946年5月21日退役、予備役となる。
ギルバート・アイランズは第二次世界大戦の戦功での3つの従軍星章を受章した。

### 戦後
ギルバート・アイランズは1949年11月にフィラデルフィアへ牽引され、1951年9月7日に再就役し11月25日にボストンでオーバーホールを受ける。その後1952年8月1日に大西洋艦隊に合流し、8日後に横浜に向けてジェット戦闘機を輸送し、9月18日に到着する。母港のロードアイランド州クォンセット・ポイントには10月22日に帰還した。1953年1月5日にカリブ海に向けて出航しキューバ水域で訓練した後、ニューイングランド水域で同年の夏から秋にかけて訓練を継続した。その後ハリファックスへ巡航、ボストンでオーバーホールを受ける。1954年1月5日に地中海へ向けて出航し、クォンセット・ポイントに3月12日に帰還した後訓練を行った。ギルバート・アイランズは1954年6月9日に同級空母の中で初めてジェット機の離着艦を行った艦となった。その後6月25日にロードアイランドを出航、ボストンに到着すると1955年1月15日に退役する。
1959年5月7日に AKV-39（貨物航空機運搬艦）に艦種変更され、1961年6月に除籍されるまでボストンで保管艦として係留された。

## 通信中継艦として

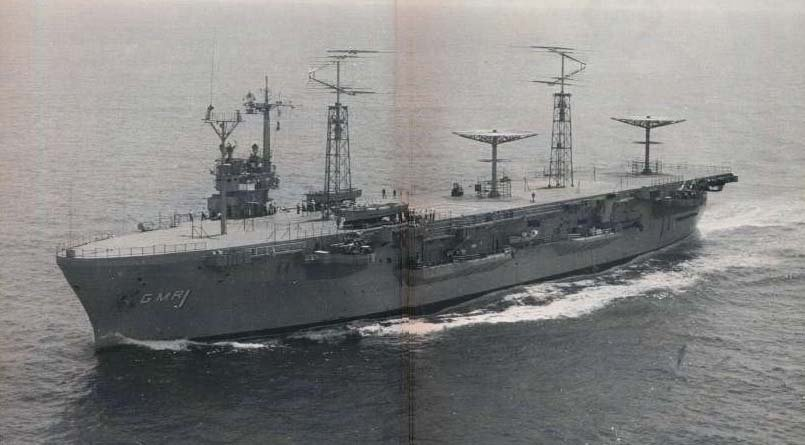
通信中継艦 アナポリス
1967年ベトナム沿岸沖での撮影

ギルバート・アイランズは1963年6月1日に AGMR-1（通信中継艦）に艦種変更され、6月22日にアナポリス (USS Annapolis, AGMR-1) と改名された。所定の改装を受けた後、アナポリスは1964年3月7日にジョン・J・ローワン艦長の指揮下でアメリカ海軍初の通信中継艦として再就役した。
アナポリスは同年の残りを各種試験に費やした。秋にはオペレーション・チームワーク、オペレーション・スティールパイクに参加し、12月16日に試験が完了した。
1965年前半はノーフォークを拠点として活動し、その後1965年6月28日に母港をロングビーチに変更する。9月にベトナムにおける海軍部隊の通信を支援するためベトナム水域に派遣される。維持、訓練のため香港、台湾、フィリピンを訪れながら、戦争の遂行に重要な通信支援任務を1967年まで継続した。
アナポリスは1969年12月20日にノーフォークで退役し、モスボール(長期保管工事)を施された後フィラデルフィアにて保管されたが、1976年10月15日付で除籍され、1979年11月にスクラップとして売却された。
アナポリスはベトナム戦争における功績により7つの従軍星章を受章した。